# توكار مارك فاسيليوفيتش
مارك فاسيليوفيتش توكار (2 مارس 1974، لفيف) عازف جاز أوكراني وأول موسيقي أوكراني يعزف في مهرجان شيكاغو للجاز، وهو نجل الفنانة مارتا طوكر و يعيش في مدينة كييف.

## سيرة شخصية
ولد توكار في لفيف، درس الموسيقى فيفيها وفي وكراكوف وكاتوفيتشي (بولندا). من عام 2002 إلى عام 2004 كان مشاركًا منتظمًا في مدارس الجاز الصيفية في كراكوف تحت إشراف مايكل باركنسون (الولايات المتحدة الأمريكية).
في عام 2006 وفي إطار برنامج المنح الدراسية لوزير الثقافة والتراث الوطني لجمهورية بولندا، درس في أكاديمية كارول زيمانوسكي للموسيقى في كاتوفيتشي (صف البروفيسور جاك نيدزيلي).
خلال 2005-2006 أصبح توكار المدير الفني لمهرجان الجاز الأوكراني البولندي الدولي لموسيقى الجاز. ونظم توكار مع جمعية "Dzyga" للفنون سلسلة من حفلات الجاز الموسيقية في لفيف مترو جاز.
أصدر ألبومه الأول ياتوكو (مع يوري ياريمتشوك وكلاوس كوجل) علامة نت تو في عام 2006. منذ عام 2007 كان عضوًا في مشروع كين فاندرمارك الرنين، وعزف في مختلف المهرجانات في الولايات المتحدة الأمريكية وألمانيا وبولندا والنمسا وفرنسا وأوكرانيا وروسيا وإيطاليا والمجر ولوكسمبورغ و جمهورية التشيك وليتوانيا.
هو أول موسيقي أوكراني عزف في مهرجان شيكاغو للجاز (2012). شارك في تأليف العديد من المشاريع الموسيقية والشعرية في دويتو مع الشاعر ليوبوف ياكيمتشوك.

## وصلة
- موقع ويب مارك طوكر
- ديسكغرفي
- مشاهدة Ultramarine